# Raoul Voss
Raoul Voss (* 26. Mai 1983 in Frankfurt am Main) ist ein ehemaliger deutscher Fußballspieler auf der Position eines Abwehrspielers, der heute vor allem als Fußballtrainer und Unternehmer in Erscheinung tritt.

## Karriere

### Spielerkarriere, Ausbildung und Studium
Raoul Voss wurde am 26. Mai 1983 als Sohn von Peter und Ellen Voss in Frankfurt am Main geboren, wuchs jedoch vorrangig in Mühlheim am Main auf. Noch in jungen Jahren begann er mit dem Fußballspielen und spielte von 1989 bis 1996 im Nachwuchs der JSG Rodgau aus Rodgau, bei der er zu dieser Zeit zusammen mit dem späteren Profispieler Christian Demirtas in einer Mannschaft spielte. Danach kickte er von 1996 bis 2003 im vereinseigenen Nachwuchs der Kickers Offenbach, bei denen er im fortgeschritteneren Alter auch in der zweiten Mannschaft erste Einsätze im Herrenfußball sammeln konnte. Beim Sport- und Sängergemeinschaft Offenthal e.V., kurz SUSGO bzw. fälschlicherweise SUSGO Offenthal, kam er daraufhin von 2003 bis 2006 als Spieler in der Kreisliga zum Einsatz.
Nachdem er das Friedrich-Ebert-Gymnasium in Mühlheim erfolgreich mit dem Abitur abgeschlossen hatte, besuchte er von 2002 bis 2005 die Technische Universität Darmstadt, an der er ein Wirtschaftsstudium abschloss. Danach studierte er ab 2006 an der Florida International University, die er mit einem Bachelor of Science in Sportsmanagement and Physical Education abschloss. 2009 machte er hier auch seinen Master of Science in Sportsmanagement and Physical Education. Parallel zu seinem Studium trat er in den Jahren 2006 und 2007 in der Herrenfußballmannschaft der FIU Golden Panthers, der Universitätssportabteilung, als Spieler in Erscheinung. So war er in seinem Sophomore-Jahr (2006) einer von nur drei Spielern im Kader, die in allen 18 Meisterschaftspartien von Beginn an am Rasen waren. In diesem Jahr wurde er auch zum Defensive MVP des Teams gewählt und fungierte als Mannschaftskapitän. Bereits während seines Studiums hatte er für die Zukunft eine Karriere als Fußballtrainer anvisiert.
Nachdem er durch eine Reihe von Knieverletzungen zu einem frühzeitigen Karriereende als Fußballspieler gezwungen worden war, agierte er in den Jahren 2008 bis 2009, also noch während des Studiums, unter Cheftrainer Munga Eketebi als Co-Trainer der Panthers. Parallel dazu war er in dieser Zeit auch als Lektor an seiner Alma Mater tätig. Bereits Ende des Jahres 2008 hatte er in seiner deutschen Heimat zusammen mit einem Partner das Unternehmen Voss & Krist Soccer Development gegründet. Durch das Unternehmen wurde jungen Athleten die Möglichkeit geboten, Training auf höchstem Niveau auszuüben und an Zugang zu Ligawettkämpfen zu kommen. Nach seinem Studienabschluss in Florida verbrachte er wieder einige Zeit in der Heimat und trat zeitweilig von 2009 bis 2010 für den heute (Stand: 2021) nicht mehr existierenden Klub TGM SV Jügesheim in der sechstklassigen Verbandsliga Hessen Süd als Fußballspieler in Erscheinung. Die Liga schloss er in diesem Jahr mit der Mannschaft achten Tabellenplatz ab. Davor gehörte er auch einige Zeit dem Traditionsklub Kickers Viktoria Mühlheim an.

### Beginn der Trainertätigkeit in Florida
Während des Wirkens im eigenen Unternehmen arbeitete Voss laut LinkedIn von Dezember 2009 bis November 2011 auch als Manager im Bereich Marketing & Sales (Sport) bei der Triumph Media Group GmbH, kurz TMG, mit Sitz in Hamburg. In der Zeit, in der er wieder in Deutschland war, hatte er auch im Trainerstab der TSG Hoffenheim und von Concordia Hamburg mitgewirkt. Seine ständige Tätigkeit in den USA führte ihn jedoch bereits im Frühjahr 2011 wieder zurück nach Florida, wo er ab dieser Zeit als Co-Trainer an der Seite von Daryl Shore beim als Fort Lauderdale Strikers rebrandeden Fußball-Franchise mit Spielbetrieb in der damals zweitklassigen North American Soccer League (NASL) arbeitete. Davor war das Franchise als Miami FC von 2006 bis 2009 in der USL First Division und im Jahr 2010 in der USSF Division 2 Professional League angetreten. An der Seite von Daryl Shore schaffte es das Franchise etwa bis in die Soccer Bowl 2011, das Endspiel der North American Soccer League 2011, das die Strikers nach einer 1:3-Niederlage im Hinspiel und einem 0:0-Remis im Rückspiel gegen die NSC Minnesota Stars verloren.
Nachdem Shore im Juni 2013 das Franchise verlassen hatte, um als Torwarttrainer unter Jeff Cassar beim Major-League-Soccer-Franchise Real Salt Lake zu arbeiten, blieb Voss auch unter dem kurzzeitigen Interimstrainer Ricardo Lopes und dessen Nachfolger, dem aus Leoben in Österreich stammenden Günter Kronsteiner, weiterhin als Co-Trainer der Mannschaft beschäftigt. Im Spieljahr 2014 schafften es die Strikers, nachdem sie sicher nur knapp für die Play-offs qualifiziert hatten, ins Endspiel, die Soccer Bowl 2014, die das Franchise am Ende jedoch mit 1:2 knapp gegen die San Antonio Scorpions verlor. Mit der Entlassung Kronsteiners nach dem verpassten Meistertitel musste auch Voss seinen Platz innerhalb des Trainerteams räumen. Nachdem kurzzeitig der Argentinier Marcelo Neveleff das Traineramt übernommen hatte, dieses jedoch nach lediglich zwei Siegen aus neun Spielen bereits frühzeitig wieder räumen musste und danach der 84-fache honduranische A-Nationalspieler Iván Guerrero, der in diesem Jahr seine Karriere als Aktiver beenden sollte, kurzzeitig als Interimstrainer fungierte, kehrte Kronsteiner mit seinem Trainerteam im Juni 2015 wieder nach Fort Lauderdale zurück.
Nach einem achten Platz, den das Franchise unter den beiden südamerikanischen Trainern in der Spring Season erreicht hatte, schaffte es Kronsteiner mit seinem Trainerstab bis zum Saisonende in der Fall Season auf den vierten Tabellenplatz zu bringen. Aufgrund dieser Tabellenplatzierung schafften es die Strikers in die Play-offs, unterlagen in diesen jedoch in den Championship Semifinals mit 1:2 gegen die New York Cosmos mit ihrem Starspieler Raúl. Mit 40 % Prozent an gewonnenen Spielen während seiner Amtszeit ist Kronsteiner auch der erfolgreichste Trainer in der Geschichte des Franchises; in seiner vorherigen Amtszeit hatte er es auf 37,21 % an gewonnenen Spielen gebracht. Mit Saisonende wurde Kronsteiner und Voss überraschend vom Franchise entlassen.

### Co-Trainer der Tampa Bay Rowdies

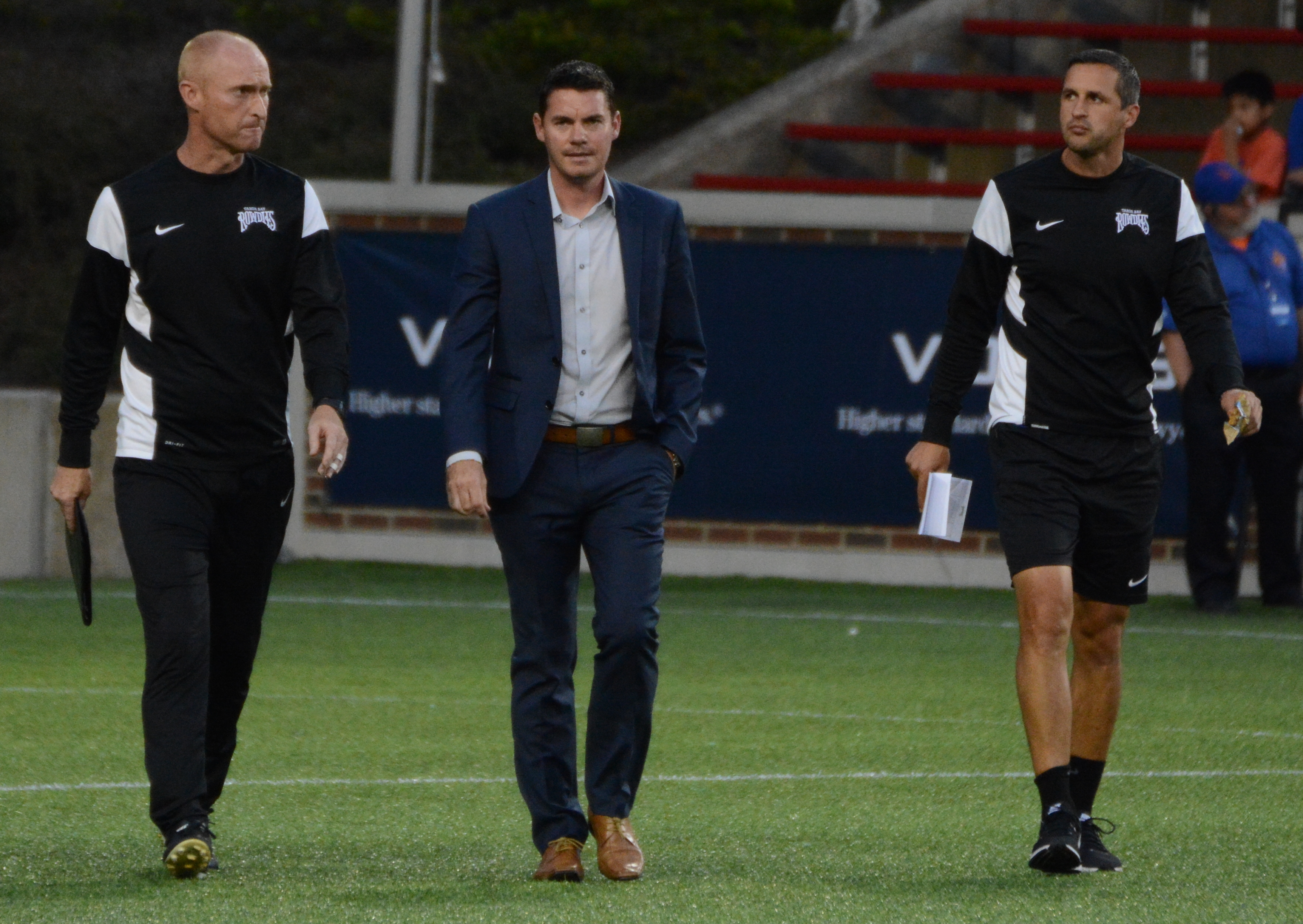
Stuart Dobson (TW-Tr.), Stuart Campbell und Raoul Voss (Co-Tr.; von links nach rechts);
Trainerstab der Tampa Bay Rowdies beim Auswärtsspiel gegen den FC Cincinnati am 19. April 2017

Nur kurze Zeit später wurde er als Co-Trainer von Stuart Campbell vom Ligakonkurrenten Tampa Bay Rowdies unter Vertrag genommen. Dort bildete er mit Campbell und dem Torwarttrainer Stuart Dobson den Trainerstab. Des Weiteren traf er hier auf Juan Francisco Guerra, mit dem er bereits knapp zehn Jahre zuvor an der FIU zusammen gespielt hatte und seitdem durchgehend in Kontakt stand. Beim Franchise aus St. Petersburg war Voss, der über den Deutschen Fußball-Bund (DFB) auch in Besitz der UEFA-B- und UEFA-A-Lizenz als Trainer gekommen war, in zwei vollständigen Spielzeiten als Assistenztrainer tätig. Zum Zeitpunkt seiner Arbeitsaufnahme bei den Tampa Bay Rowdies hatte Voss einen dreijährigen Sohn namens Alec. Nach einem fünften Platz in der Spring Season erreichte das Franchise in der nachfolgenden Fall Season nur den zehnten Platz und schaffte es in der zusammengefassten Gesamttabelle der North American Soccer League 2016 nur auf den neunten Platz.
Wenige Tage vor seinem letzten Meisterschaftsspiel ließ die Führung des Franchises verlautbaren, dass das Team aus St. Pete im folgenden Jahr nicht mehr in der NASL antreten, sondern in die United Soccer League (USL) wechseln werde. Die United Soccer League (bis 2015 als USL Pro bekannt) war bis 2016 die dritthöchste Profiliga in den Vereinigten Staaten und wurde im Jahr 2017 neben der NASL als eine der beiden zweithöchsten Ligen des Landes anerkannt; die NASL wurde jedoch am Jahresende aufgelöst, sodass die USL danach als alleinige Zweitklassigkeit übrig blieb. Nach dem Umzug in die USL agierte das Franchise auch wesentlich erfolgreicher und erreichte am Ende der regulären Saison der United Soccer League 2017 den dritten Tabellenplatz, was einen Platz in den saisonabschließenden Play-offs bedeutete. In diesen schafften es die Rowdies nach einem 3:0-Sieg über den FC Cincinnati in der ersten Runde bis in die zweite Runde und unterlagen dort den New York Red Bulls II in der Verlängerung mit 1:2, was das vorzeitige Aus in diesem Spieljahr bedeutete.

### Cheftrainer des Penn FC
Am 7. Februar 2018 gaben die Tampa Bay Rowdies bekannt, dass Voss das Franchise verlassen werde, um den Cheftrainerposten beim Ligakonkurrenten Penn FC zu übernehmen. Die Agenden von Voss bei den Rowdies wurden vom weiteren Assistenztrainer Cheyne Roberts übernommen; das Franchise stellte für dieses Spieljahr keinen weiteren Assistenztrainer mehr ein. Der Penn FC war nach einem Rebranding im November 2017 aus dem seit 2003 als Harrisburg City Islanders bekannten Franchise aus Harrisburg, der Hauptstadt des Bundesstaates Pennsylvania, hervorgegangen. Das Rebranding erfolgte in Verbindung mit einer Partnerschaft mit dem 1997 gegründeten Jugendentwicklungsprogramm Rush Soccer, wobei der Penn FC als Profimannschaft des umfangreichen Netzwerks von Rush Soccer diente. Die Marke Rush war 1991 vom einstigen Profispieler Tim Schulz gegründet worden, der schließlich 1997 auch das genannte Entwicklungsprogramm begründete. Voss löste Bill Becher, der das Franchise seit seiner Gründung im Jahr 2003 trainiert hatte, als Cheftrainer ab. Das Spieljahr 2018 verlief für Voss und das Franchise turbulent. Während das Franchise laufend zu Konflikten mit dem Minor-League-Baseball-Franchise Harrisburg Senators, das seine Heimspiele auf dem FNB Field, das eigentlich ein reines Baseballstadion war, aber seit 2016 auch als Heimstätte der Harrisburg City Islanders gedient hatte, kam, blieb auch der sportliche Erfolge des Penn FC weitestgehend aus. Aufgrund des zumeist von der Baseballmannschaft beanspruchten Stadions musste das Fußball-Franchise ein halbes Jahr lang den Großteil seiner Partien auswärts spielen, wobei man nur auf acht Heimspiele in den ersten 25 Runden kam. Erst die letzten acht Meisterschaftsrunden durfte man allesamt im Baseball Park von Harrisburg absolvieren; am Ende rangierte das Franchise auf dem 13. Platz der Eastern Conference und war damit deutlich hinter den Erwartungen geblieben. Noch vor Abschluss des Spieljahres 2018 hatte die Führung des Franchises angekündigt, das nachfolgende Spieljahr 2019 zu pausieren, um dann im Jahr 2020 wieder den Spielbetrieb in der drittklassigen USL League One aufzunehmen. Der gebürtige Deutsche wurde dementsprechend am Saisonende von seinen Pflicht als Cheftrainer des Franchises entbunden. Er wechselte daraufhin als Global Sporting Director zum Jugendentwicklungsprogramm Rush Soccer und war nebenbei in dieser Position auch beim Bekleidungshersteller Capelli Sport, der von 2017 bis 2018 auch als Ausrüster und Trikotsponsor des Franchises fungierte, angestellt. Im Dezember 2019 wurde bekannt, dass der Penn FC seinen Spielbetrieb nach 16 Jahren im Profifußball gänzlich eingestellt und sich aufgelöst hatte.